# Gluta tourtour
Gluta tourtour är en sumakväxtart som beskrevs av March.. Gluta tourtour ingår i släktet Gluta och familjen sumakväxter. Inga underarter finns listade i Catalogue of Life.